# Le Beulay
Le Beulay település Franciaországban, Vosges megyében. Lakosainak száma 90 fő (2022. január 1.). Le Beulay Lusse, La Petite-Fosse, Provenchères-et-Colroy és Frapelle községekkel határos.

## Népesség
A település népességének változása:
| Lakosok száma | 118  | 105  | 97   | 95   | 92   | 92   | 91   | 90   |
|               | 2013 | 2015 | 2017 | 2018 | 2019 | 2020 | 2021 | 2022 |